# Narcine entemedor
Narcine entemedor är en rockeart som beskrevs av Jordan och Edwin Chapin Starks 1895. Narcine entemedor ingår i släktet Narcine och familjen Narcinidae. IUCN kategoriserar arten globalt som otillräckligt studerad. Inga underarter finns listade i Catalogue of Life.